# 小行星116166
小行星116166（116166 Andrémaeder）是一颗绕太阳运转的小行星，为主小行星带小行星。该小行星于2003年12月20日发现。
該小行星以瑞士天文學家安德烈·梅德（André Maeder）命名。

## 轨道参数
小行星116166的轨道半长轴为466 557 550 km，3.1187002 UA，离心率为0.230。